# فدوتوفسکایا
فدوتوفسکایا (به لاتین: Fedotovskaya) یک منطقهٔ مسکونی در روسیه است که در استان آرخانگلسک واقع شده‌است.